# The Creative Gene
The Creative Gene: How Books, Movies, and Music Inspired the Creator of Death Stranding and Metal Gear Solid (с англ. — «Ген создателя: Как книги, фильмы и музыка повлияли на создателя Death Stranding и Metal Gear Solid») — автобиографическая книга, написанная японским геймдизайнером Хидэо Кодзимой и выпущенная издательством Viz Media в октябре 2021 года. Книга фактически является переводом с японского языка сборника эссе The Gifted Gene and My Lovable Memes (дословно c англ. — «Талантливый ген и мои милые мемы») 2019 года и посвящена тому, как Кодзима при разработке видеоигр вдохновлялся различными книгами, фильмами и музыкой. The Creative Gene исследует такие темы, как изоляционизм, одиночество, горе и смерть, а также сопоставляет личные истории Хидэо с его отношением ко множеству произведений, которые вдохновляли его. Книга получила положительные отзывы от критиков и литературоведов, высоко оценивших исследование Кодзимой источников своего вдохновения и их влияния на его жизнь.

## Предыстория и написание
Хидэо Кодзима — японский геймдизайнер, известный как создатель серии видеоигр Metal Gear, а также Snatcher, Policenauts и Death Stranding. Его неоднократно называли одной из выдающихся личностей в игровой индустрии, а в России за Кодзимой закрепилось прозвище «гений». 27 октября 2019 года издательство «Синтёся» опубликовало его сборник эссе The Gifted Gene and My Lovable Memes на японском языке, подробно расписывающее вдохновение автора. В феврале 2021 года компания Viz Media объявила, что переведёт книгу на английский язык и выпустит её 12 октября под названием The Creative Gene: How books, movies, and music inspired the creator of Death Stranding and Metal Gear Solid. В апреле издательство «Питер» также выпустило книгу в России на русском языке — «Хидео Кодзима. Гены гения».

## Содержание
The Creative Gene представляет собой автобиографию Хидэо Кодзимы, содержащую множество коротких рассказов из жизни автора, его очерков и анекдотов; многое посвящено различным медиа, которые Кодзима обожал и повлияло на него. В одном из первых очерков в книге автор повествует о своей склонности к литературе с детства — в детстве Кодзима регулярно читал книги с целью справиться со смертью своего отца, а также набирался жизненного опыта от просмотра фильмов. Затем автор развивает свои мысли через истории, заявляя, что «они позволяют побывать в местах, где вы не сможете оказаться — в прошлом, будущем или в каких-либо далёких мирах. Вы можете стать другой национальности или пола. Даже когда вы читаете в одиночестве, вы делитесь этими историями по мере того, как они разворачиваются перед вами, с бесчисленным множееством людей, которых вы никогда не встречали». Кодзима также пишет, что в свободное время он посещает книжные магазины.
В книге Кодзима уделяет внимание к своей любви к космосу, также проистекающую с детства. Хидэо подмечал, что космос повлиял на его мировоззрение и мечтает когда-нибудь туда отправиться, и даже признаётся, что пожертвовал бы своей профессией геймдизайнера для осуществления мечты. Автор признался в своём желании стать астронавтом в детстве, но отказался от этого и решил заняться геймдизайнером из-за ограничений развивающейся космической программы в Японии. В книге Кодзима также делится детскими воспоминаниями, связанными с железной дорогой Ханкю. Он рассказывает о поездках по железной дороге в различные моменты своей жизни, включая повторную поездку на поезде за год до написания книги. Кодзима размышляет о сентиментальной ценности Ханкю, отмечая, что она «является машиной времени, соединяющая его воспоминания с родным городом».

## Стиль и тематика
Различные литературные издания отмечают, что в The Creative Gene прослеживается связь между любимыми произведениями Кодзимы в СМИ и его отношением к событиям, окружающим его жизнь. Посредством таких переплетённых размышлений, критики выразили мнение, что автобиография исследует такую тему, как влияние различных медиа на мировосприятие человека. Автор статьи на The A.V. Club Сэм Барсанти рассматривал обсуждаемые в книге СМИ как второстепенные темы, которые в итоге отражают более масштабные идеи, преобладавшие в жизни Кодзимы. Барсанти утверждал, что отрывок об аниме-сериале «Космический линкор „Ямато“» посвящено отношениям Хидэо с отцом. Аналогичную закономерность он также заметил с эссе о ситкоме «Моя жена меня приворожила», семейной драме «Маленький домик в прериях» и аниме Crayon Shin-chan, исследующие влияние смерти отца на его семейные ценности. Кэмерон Кунцельман из журнала Paste заявил, что в книге показано, как геймдизайнер «постоянно отражает свой собственный общения со СМИ через свою личную жизнь и японскую культуру». Обсуждая его как автора, чьи развитые эстетические вкусы помогли ему стать геймдизайнером, он уточняет, что в своих проектах Хидэо демонстрирует «философию созидания», в которой отдельный человек является этаким культурным связующим звеном. Сэм Барсанти и Кэмерон Кунцельман отмечали, что в автобиографии Кодзима намеренно избегает откровенных объяснений своего специфического творчества и простого изложения своих источников вдохновения. Джошуа Ферр из сайта DualShockers заметил малое количество отсылок автора на свои проекты ради обсуждения повлиявших на него книг, фильмов и музыки.
Кэмерон Кунцельман утверждал, что The Creative Gene затрагивает такие темы, как одиночество, горе и смерть. По его словам, в книге содержится «трагичный акцент», который преобладает во многих историях автобиографии. Он утверждал, что склонность Кодзимы фокусироваться на «более тяжёлых произведениях» сосредоточена на его интересе к отношениям между людьми и как они справляются с масштабными изменениями окружающей среды. Аннет Полис из Gamurs отмечает, что книга раскрывает такие аспекты жизни Кодзимы, как переживание смерти отца и последующую борьбу с депрессией, а Джошуа Ферр написал, что в отрывке с упоминанием фильма «Таксист» автор завуалированно признаётся о затворничестве в детстве и идентифицирует себя с Трэвисом Биклом. Сэм Барсанти и Джошуа Ферр также прокоментировали отражающий тему смерти момент, посвящённый Сатоси Ито и его новеллы по игре Metal Gear Solid 4: Guns of the Patriots — Сатоси был близким другом Кодзимы, и в 2009 году он скончался от рака на 34-м году жизни, вскоре после завершения работы над новеллой. Рич Стэнтон из PC Gamer связал тему одиночества, горя и изоляционизма книги с игрой Death Stranding, также упомянув отрывок с «Таксистом».
Журналисты выделили отдельные разделы автобиографии, посвящённые генетике, мемам и сценам из его игр — все три фактора были исследованы в Metal Gear Solid. Барсанти отметил, что The Creative Gene фокусируется на мемах, и в своих дискуссиях о СМИ Кодзима с удовольствием рассказывает о том, как информация влияет на воспитание индивидов. Кунцельман назвал акцент автора на мемах «докинзианским», описав взгляды Хидэо на мемы как исходящие из более индивидуальной точки зрения, включающей распространение идей среди людей. Разработчик инди-игр Нафтали Фолкнер проаналиировал отношения Кодзимы со СМИ в контексте творчества. Фолкнер написал, что книга «показывает, как мы можем начать думать о мемах как о чём-то бо́льшем, чем просто дань уважения — как мы можем начать срезать поверхностный слой с того, что нам нравится, и проникнуть в дух идей, которые находят у нас отклик».

## Отзывы критиков
The Creative Gene получил положительные отзывы от критиков. Некоторые высоко оценили личный и проникновенный характер книги. Барсанти из The A.V. Club поставил автобиографии оценку «A—», похвалив страстные выражения Кодзимы о его любимых произведениях искусства и выразив мнение, что лучшие моменты книги — «проблески разума художника-визионера, которому посчастливилось работать в среде, которая не всегда славится своей способностью к визионерскому искусству». Кэмерон Кунцельман из Paste высоко оценил книгу и почувствовал, что не только даёт представление о вдохновении Кодзимы, но и о повторяющихся мрачных мотивах, которые встречаются в его жизни и творчестве. Сравнивая автобиографию со склонностью автора к научно-фантастическим трагическим произведениям, Кунцельман расценил книгу как «сродни предчувствию, которое предлагает заглянуть в особый вид человеческой машины». Рич Стэнтон из PC Gamer аналогично похвалил книгу, однако в качестве минуса рецензент отметил, что в книге «чередуются глубина, которая вызвала бы погружение читателей, и моменты потакания своим желаниям, которые позволили бы читать бегло». Джефф Данн из Engadget назвал The Creative Gene одной из своих любимых книг 2022 года, похвалив её за честность и уважение к искусству и творчеству.
Несколько критиков отметили, что The Creative Gene даёт более глубокую оценку художественным произведениям. Аннет Полис заметила, что аспекты из её жизни связаны с множеством медиа, которыми пользовался Кодзима, отметив, что у них общий интерес к Агате Кристи, Миюки Миябэ и Кадзуо Умеззе. Она также заявила, что благодаря таким совпадениям, она стала более ближе к Кодзиме и назвала автобиографию «фантастическим взглядом на разум одного из самых известных геймдизайнеров». Джошуа Ферр выразил мнение, что книга демонстрирует сильную привязанность автора к СМИ, которую он нигде не встречал. Кунцельман, отмечая, что читатели поймут, как конкретные художественные произведения вдохновляли Кодзиму, рассматривал The Creative Gene как «поучительный способ осознать своё влияние». Сэм Барсанти утверждал, что книга может вызвать горячее восхищение к произведениям искусства, которые им нравятся, даже если читатели не разделят такое же обожание любимых произведений Кодзимы и его самого.